# Antwerp Seafarers’ Centre Apostolatus Maris

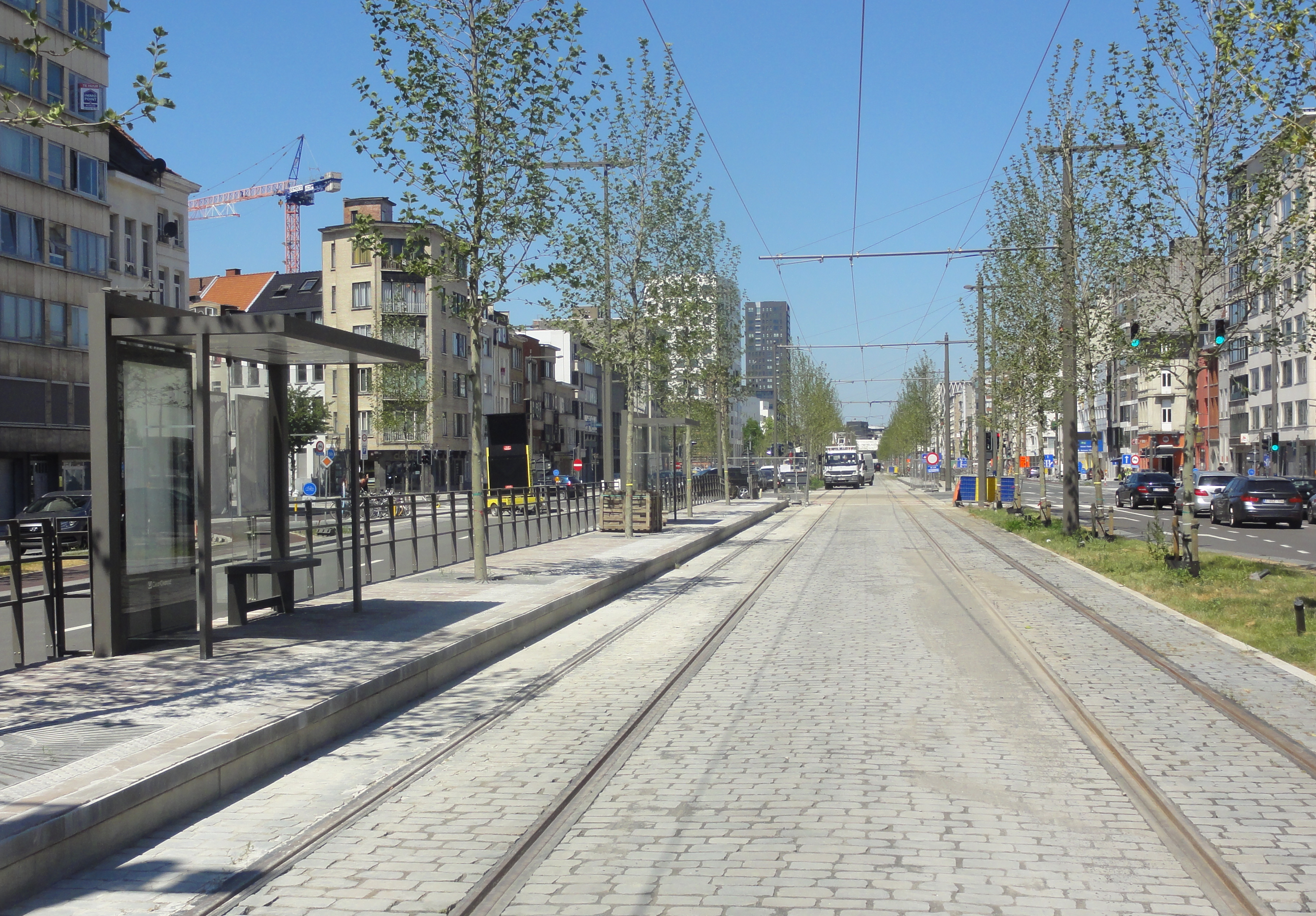
De Italiëlei in Antwerpen

Het Antwerp Seafarers’ Centre Apostolatus Maris, beter bekend onder de naam "Stella Maris", aan de Italiëlei in Antwerpen was van rooms-katholieke oorsprong (gesticht in 1920 in Glasgow) maar groeide uit tot een oecumenische parochie. Het was een zeemanshotel met 25 éénpersoonskamers, een feestzaal, Koopvaardijzaal genoemd, een restaurant op de eerste verdieping en een professionele keuken in de kelder. Het werd gebouwd met sponsorgeld van rederijen aangevuld met subsidies van stad en provincie. In 2013 werden in het centrum nog 14.246 zeelieden van zo ‘n 2.477 schepen verwelkomd.

## Geschiedenis
Het werd op 30 juni 1951 ingewijd. Op dat moment had het een foyer met bar, een feestzaal, restaurant, de Bibliotheek voor Varenden, een kleine shop en negen hotelkamers. Bemanningen van schepen wisselden in Antwerpen van bemanning en tussen af- en aanmonsteren verbleven zij in het zeemanshuis van Apostolatus Maris. Maandelijks brachten bussen van het Havenbedrijf 900 tot 1300 zeelieden er naar toe. 
Er was geen plek voor een inwonende aalmoezenier en de hotelcapaciteit te beperkt. Toen het naastliggende pand te koop kwam, werd dit met de hulp van rederij CMB ook verworven en werden beide panden samengevoegd. De hotelaccommodatie werd tot veertien kamers uitgebreid, een secretariaat ingericht, de feestzaal werd met de helft vergroot en er kwamen vergaderzalen bij. In een zeer ruime kamer met lambrisering en zijden behang, de woonkamer van de voormalige eigenaar, werd een kapel ingericht. In de Koopvaardijzaal werden tot diep in de jaren ‘70 dansavonden  gehouden. 
Vlakbij waren het Aanwervingsbureel voor Zeelieden (het ‘Rattenkot’), de Pool der Zeelieden en de Hulp- en Voorzorgskas voor Zeevarenden gevestigd. Zeelieden vierden aan de bar van Apostolatus Maris een nieuwe aanmonstering of gaven er een deel van een juist ontvangen voorschot uit. Met het uitvlaggen van de Belgische koopvaardijvloot, gevolgd door de globalisering, kwamen er steeds minder zeelieden. Ze werden steeds meer door scheepsagent afgehaald van het schip en rechtstreeks via vliegveld Zaventem gerepatrieerd naar hun land van herkomst. Bovendien wordt er in Antwerpen niet meer aangemonsterd. Het Aanwervingsbureel werd gesloten en daarmee verloor het centre een groot deel van zijn dagelijks aanloop. Sindsdien bleef de foyer overdag dicht en het restaurant werd in 1975 helemaal gesloten. De hotelfunctie van Apostolatus Maris bleek ook meer en meer overbodig en vanaf 1980 werden de kamers ook een voor een gesloten. In 2011 werd de restaurantkeuken in de kelder volledig gesloopt.  
Na jaren leegstand werden begin 2000 mede dankzij een renteloze lening van de Koninklijke Belgische Redersvereniging de hotelkamers gemoderniseerd en aan studenten van de Zeevaartschool verhuurd. Eerst leerling-officieren van de Belgische marine. Het voormalig restaurant werd een dagverblijf voor de studenten. Koopvaardij-studenten kregen de tweede en derde verdieping als gemeenschappelijke woonvoorzieningen.
Als gevolg van de coronapandemie werd de foyer al begin 2020 helemaal gesloten. De zeelieden zelf bleven toen al in quarantaine aan boord van hun schip. Het hotel heeft 15 oktober 2020 definitief de deuren gesloten. De panden werden verkocht. Apostolatus Maris zet zijn werk voort vanuit het Antwerp Harbour Hotel, samen met de andere missies met christelijke roots. Dit nieuwe Antwerpse zeemanshuis in het Antwerp Dockx hotel is 3 september 2021 geopend.

## Voorloper
Ene Peter Anson (Glasgow, 1889-1975), visser van beroep en Benedictijner Oblaat, stichtte 4 oktober 1920 op een bijeenkomst van katholieke leken in Glasgow het Apostleship of the Sea of Apostolatus Maris. Het werd in 1922 met de pauselijke zegen meteen de zetel van een internationale organisatie met  Glasgow als hoofdvestiging. 
Arthur Gannon werd secretaris van de vereniging en werkte mee om voor alle organisaties die zich met welfare voor zeelieden bezig hielden in maart 1928 de Raad van het Apostolaat ter Zee op te richten. En van daaruit het Apostolatus Maris International Concilium (AMIC) en waarvan hij de eerste secretaris werd. In 1952 verscheen de apostolische constitutie Exsul Familia die het Apostolaat ter Zee erkende als integraal deel van de Kerk. Maar Apostolatus Maris in Antwerpen kreeg eerst vaste vorm en een structuur in 1930. 
Het zeemanshuis van katholieke origine in Antwerpen werd opgericht door pater scheutist Kruynen in een huis aan de Van Dyckkaai. Het kreeg de naam Ndaka ya Bissu of Ons Huis en was bedoeld voor Congolese zeelieden, varend op de toen zeer bekende Congo-boten. Die vonden er onderdak als hun schip langere tijd in de haven lag voor reparaties, of bijvoorbeeld in verband met een rattenplaag aan boord. Aalmoezenier Kruynen kreeg kreeg echter ruzie met zijn sponsoren, omdat Kruynen zich ook bezorgd toonde over de arbeidsomstandigheden aan boord van de schepen. En omdat ook officieren vonden dat aalmoezenier Kruynen ook te familiair omging met de ‘zwarten’, wat hun gezag aan boord zou ondermijnen, werd Ndaka ya Bissu gesloten. 
Einde 1950 gaf het bisdom de opdracht een studie te schrijven over “de pastorale noodwendigheden in de haven van Antwerpen”. Resultaat van die studie: nog in de december 1950 werd Mgr. Lambrechts benoemd tot aalmoezenier van het Apostolaat ter Zee in Antwerpen. De bouwheer van het zeemanshuis.  

## Deelnemers
In de loop der jaren vestigden zich tal van andere organisaties die verwant zijn met de zeevaart in het gebouw, zoals: 
- het Koninklijk Belgisch Zeemanscollege, al sinds de opening in 1951
- de Sailors’ Society (protestants)
- de British & International Sailors' Society (presbyteriaans)
- de German Seamens’ Mission (evangelisch)
- de Mission to Seafarers (anglicaans)
- medewerkers van het Internationaal Zeemanshuis
- de Amicale des Marins Congolais, in 1952 in de kelder. Maar vanwege geluidsoverlast en burenprotest tegen de Congolese feestjes en afterparty’s moest Amicale in de jaren ‘80 vertrekken.
- het secretariaat van de Verbroedering der Belgische Zeelieden ter Koopvaardij (oudstrijders-zeestrijders), tot haar ontbinding in 2004
- daarna het secretariaat van de Dag der Zeelieden, die de jaarlijkse hulde aan de gevallen zeestrijders organiseert
- de VZW Belgian Ships’ Archives in de kelders, in afwachting van een bestendige behuizing
- de European Maritime Pilots Association (Empa), tot de verhuizing naar Brussel
- daarna de Beroepsvereniging van Loodsen en de Loodsen Sportvereniging
- een welzijnsorganisatie voor Zweedse zeelieden
- In samenwerking met de Antwerpse Stadsbibliotheek was een BIB-PUNT aanwezig